# Прево (вулкан)
Прево́ (айнск. Итаикиои, яп. 新知富士, «симуширская Фудзи») — действующий вулкан на острове Симушир Большой Курильской гряды.

## Геология
Стратовулкан с вершинным кратером. Высота 1360 м. Расположен в средней части острова, ближе к его северо-восточному концу.
Вулкан образует правильный изолированный усеченный конус. Сложен базальтами. Подножия покрыты зарослями кедрового стланика.

## История
Носит имя, данное ему мореплавателем Лаперузом в честь художника Гийома Прево, одного из участников его экспедиции.
Известны извержения в 1760-х гг. и в первой половине XIX в. В 1914 году отмечена фумарольная активность.